# Ламаш (Брага)
Ламаш (порт. Lamas) — район (фрегезия) в Португалии, входит в округ Брага. Является составной частью муниципалитета Брага. Находится в составе крупной городской агломерации Большое Минью. По старому административному делению входил в провинцию Минью. Входит в экономико-статистический субрегион Каваду, который входит в Северный регион. Население составляет 708 человек на 2001 год. Занимает площадь 0,85 км².

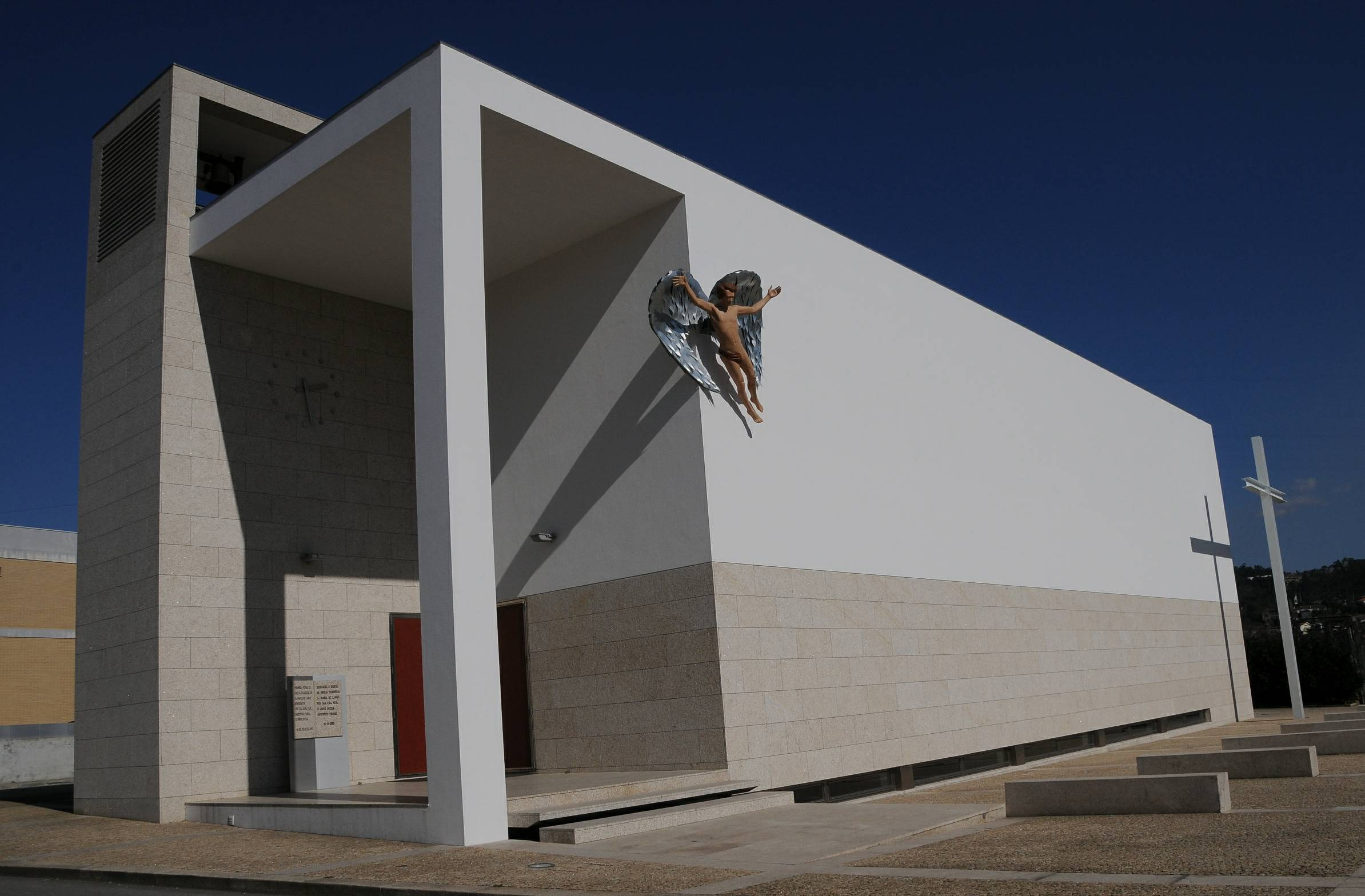
Собор